# Distrito federal

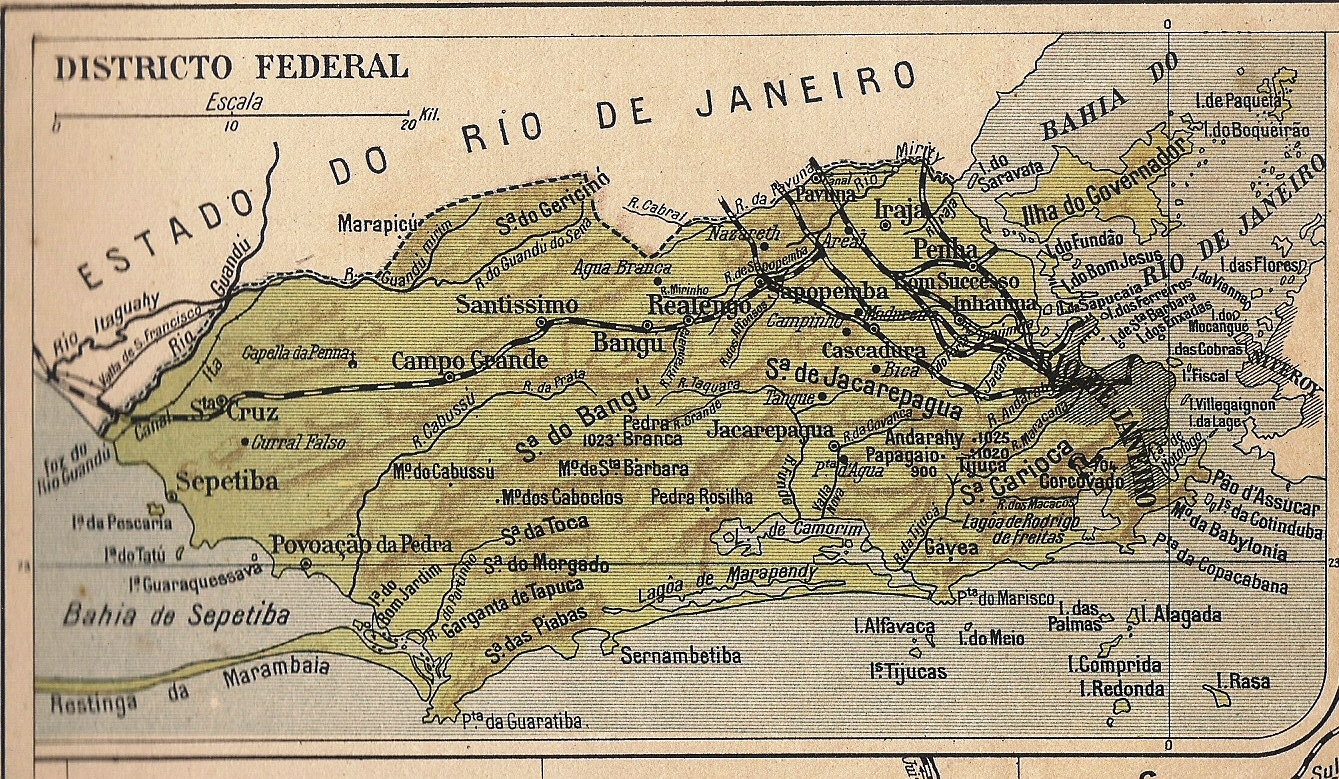
O antigo Distrito Federal do Brasil, que existiu no território correspondente à atual localização do município do Rio de Janeiro

No sentido de subdivisão administrativa, um distrito federal é uma unidade autônoma (autogoverno, autolegislação e autoarrecadação) dotada de governo próprio e constituição e que, com outras subdivisões, forma uma federação, e que geralmente goza de status diferenciado das demais unidades federativas (estados ou províncias).
Em alguns casos, a unidade que exerce esta função tem um nome específico (como o Distrito de Colúmbia, nos Estados Unidos), mas em outros casos se concerne por um nome comum (como o Distrito Federal, no Brasil).

## Lista de distritos federais
| País           | Nome                              | Fundação                                                       | Área (km²) | População  | Subdivisões                | Sede       |
| -------------- | --------------------------------- | -------------------------------------------------------------- | ---------- | ---------- | -------------------------- | ---------- |
| Austrália      | Território da Capital Australiana | 1 de janeiro de 1911                                           | 2 358      | 419 200    | 18 Distritos               | Camberra   |
| Brasil         | Distrito Federal                  | 21 de abril de 1960                                            | 5 760,784  | 3 015 268  | 33 Regiões Administrativas | Brasília   |
| Estados Unidos | Distrito de Colúmbia              | 9 de setembro de 1791                                          | 177        | 693 972    | 8 Regiões                  | Washington |
| Índia          | Território da Capital Nacional    | 15 de agosto de 1947 (transferência da capital para Nova Deli) | 33 578     | 41 190 764 | 11 Distritos               | Nova Deli  |
| Nigéria        | Território da Capital Federal     | 3 de fevereiro de 1976                                         | 7 315      | 1 698 781  | 6 Áreas de Governo Local   | Abuja      |
| Venezuela      | Distrito Capital                  | 27 de marzo de 1527                                            | 433        | 1 836 286  | 1 Município                | Caracas    |

## Extintos
- Distrito Federal (Argentina)
- Distrito Federal (Brasil) (1891–1960)
- Distrito Federal (México)